# Frühlingsbotschaft
Frühlingsbotschaft is een compositie van Niels Gade. Het is een seculiere cantate op tekst van Emanuel Geibel (Frohe Botschaft). De begintekst luidt "Nach langem, bangem Winterschweigen, Willkommen, heller Frühlingsklang!" (Na een lange en bange winterstilte, welkom helder lentegeluid).
De eerste uitvoering vond plaats op 14 april 1859 in Kopenhagen, waarschijnlijk was Gade zelf dirigent. Het werk wordt ook in Denemarken in de 21e eeuw nog regelmatig uitgevoerd. Opnamen van het werk zijn dan nauwelijks verkrijgbaar. 
Gade schreef het werk voor
- gemengd koor (sopranen, alten, tenoren en baritons)
- 2 dwarsfluiten, 2 hobo’s,  2 klarinetten, 2 fagotten
- 4 hoorns, 3 trombones
- violen, altviolen, celli, contrabassen

Karl Falck gebruikte dezelfde titel en tekst voor zijn opus 5.